# Afternoon
Az Afternoon (アフタヌーン; Afutanaan) a Kodansha által kiadott szeinen (fiatal férfiaknak szóló) mangamagazin. Az antológia havonta jelenik meg, és példányonként körülbelül harminc, más-más mangaka rajzolta történetfejezet olvasható benne, mintegy nyolcszáz oldal terjedelemben.
A magazin a Kódansa "1day" sorozatának a része, ami tartalmazza még a Morning, Evening és 2008 októberétől a good! Evening antológiákat is.
Az Afternoonban jelent meg számos sikeres szeinen manga, a többi között az Aa  megami-szama (Oh My Goddess!), a Gensiken (ami különösen az otakuk körében aratott nagy sikert), a Mugen no dzsúnin (Blade of the Immortal), és a Blame! is.